# Comando de Base Aérea 4/VII
El Comando de Base Aérea 4/VII (Flug-Hafen-Bereichs-Kommando 4/VII) fue una unidad de la Luftwaffe durante la Segunda Guerra Mundial.

## Historia
Fue formado el 1 de julio de 1939 en Leipheim, como Comando de Base Aérea Leipheim. El 30 de marzo de 1941 es renombrado Comando de Base Aérea 4/VII. Fue disuelto el 2 de abril de 1945.

## Comandantes
- Teniente coronel Otto Hupfer – (? – 17 de julio de 1941)
- Teniente coronel Hans Kiessling – (17 de julio de 1941 – 29 de junio de 1942)

## Servicios
- julio de 1939 – 27 de noviembre de 1942: en Leipheim bajo el VII Comando Administrativo Aéreo.
- noviembre de 1942 – agosto de 1944: en Melun bajo el Comando Administrativo Aéreo Francia Occidental.
- septiembre de 1944 – abril de 1945: en Würzburg bajo el XIV Comando Administrativo Aéreo.

## Orden de Batalla

### Unidades
- Comando de Aeródromo Fürstenfeldbrück
- Comando de Aeródromo Gablingen
- Comando de Aeródromo Lechfeld
- Comando de Aeródromo Leipheim
- Comando de Aeródromo Lichtenau
- Comando de Aeródromo Neuburg
- Comando de Aeródromo Neu Ulm
- Comando de Aeródromo E 3/VII en Etampes-Mondesir (noviembre de 1942 – abril de 1944)
- Comando de Aeródromo E 69/XI en Coulommiers (febrero de 1943 – abril de 1944)
- Comando de Aeródromo E 50/XIII en Romilly-sur-Seine (julio de 1940 – octubre de 1942)
- Comando de Aeródromo E (v) 209/XII en Melun-Villaroche (abril de 1944 – agosto de 1944)
- Comando de Aeródromo E (v) 210/XII en Bretigny-sur-Orge (abril de 1944 – agosto de 1944)
- Comando de Aeródromo E (v) 211/XII en Coulommiers (abril de 1944 – agosto de 1944)
- Comando de Aeródromo E (v) 212/XII en Saint-Dizier (abril de 1944 – agosto de 1944)
- Comando de Aeródromo E (v) 213/XII en Romilly-sur-Seine (abril de 1944 – agosto de 1944)
- Comando de Aeródromo E (v) 214/XII en Nancy-Essay (abril de 1944 – agosto de 1944)
- Comando de Aeródromo A 203/XII en Melun-Villaroche (noviembre de 1942 – abril de 1944)
- Comando de Aeródromo A 210/XII en Romilly-sur-Seine (noviembre de 1942 – abril de 1944)
- Comando de Aeródromo A 231/XII en Bretigny-sur-Orge (noviembre de 1942 – abril de 1944)
- Comando de Aeródromo A 233/XII en Saint-Dizier (diciembre de 1942 – abril de 1944)
- Comando de Aeródromo A 235/XII en Nancy-Essay (diciembre de 1942 – abril de 1944)
- Comando de Aeródromo A (o) 26/VII en Giebelstadt (septiembre de 1944 – abril de 1945)
- Comando de Aeródromo A (o) 27/VII en Kitzingen (septiembre de 1944 – abril de 1945)
- Comando de Aeródromo A (o) 36/VII en Schweinfurt (septiembre de 1944 – abril de 1945)